# Robert Saunderson
Robert Saunderson foi um advogado inglês de Lincolnshire que serviu um mandato como membro da Câmara dos Comuns da Inglaterra pelo burgo de West Looe. Ele era irmão de Nicholas Saunderson, primeiro visconde de Castleton e sobrinho de Thomas Grantham.
Nascido depois de 1561, ele era o segundo filho de Robert Saunderson de Saxby e Fillingham no distrito de West Lindsey em Lincolnshire. Ele foi educado no Broadgates Hall da Universidade de Oxford e em 1579 foi admitido no Lincoln's Inn. Ele trocou correspondência com Michael Hickes e acredita-se que tenha sido politicamente ligado a Robert Cecil, primeiro conde de Salisbury. Ele serviu por um único mandato como MP em 1589 no 7º Parlamento da Rainha Elizabeth I.